# Maddison-Lee Wesche
Maddison-Lee Wesche, detta Maddi (Auckland, 13 giugno 1999), è una pesista neozelandese, vincitrice nel 2024 della medaglia d'argento alle Olimpiadi di Parigi.

## Progressione

### Getto del peso
| Stagione | Misura  | Luogo      | Data      | Rank. Mond. |
| -------- | ------- | ---------- | --------- | ----------- |
| 2024     | 19,63 m | Xiamen     | 20-4-2024 |             |
| 2023     | 19,51 m | Budapest   | 26-8-2023 |             |
| 2022     | 19,50 m | Eugene     | 16-7-2022 |             |
| 2021     | 18,98 m | Tokyo      | 1-8-2021  |             |
| 2020     | 18,08 m | Hamilton   | 11-1-2020 |             |
| 2019     | 18,32 m | Auckland   | 21-3-2019 |             |
| 2018     | 17,09 m | Tampere    | 11-7-2018 |             |
| 2017     | 15,62 m | Sydney     | 28-3-2017 |             |
| 2016     | 14,85 m | Dunedin    | 5-3-2016  |             |
| 2015     | 13,77 m | Wellington | 6-3-2015  |             |
| 2014     | 12,45 m | Wellington | 29-3-2014 |             |

## Palmarès
| Anno | Manifestazione           | Sede       | Evento         | Risultato      | Prestazione | Note                          |
| ---- | ------------------------ | ---------- | -------------- | -------------- | ----------- | ----------------------------- |
| 2015 | Mondiali U18             | Cali       | Getto del peso | Qualificazione | 15,23 m     |                               |
| 2016 | Mondiali U20             | Bydgoszcz  | Getto del peso | 20ª (q)        | 13,79 m     |                               |
| 2017 | Campionati oceaniani     | Suva       | Getto del peso | Oro            | 15,27 m     |                               |
| 2017 | Campionati oceaniani U20 | Suva       | Getto del peso | Oro            | 14,90 m     |                               |
| 2018 | Mondiali U20             | Tampere    | Getto del peso | Oro            | 17,09 m     | Miglior prestazione personale |
| 2019 | Campionati oceaniani     | Townsville | Getto del peso | Oro            | 18,04 m     |                               |
| 2019 | Universiadi              | Napoli     | Getto del peso | 6ª             | 17,22 m     |                               |
| 2019 | Mondiali                 | Doha       | Getto del peso | 25ª (q)        | 17,22 m     | [ 1 ]                         |
| 2021 | Olimpiade                | Tokyo      | Getto del peso | 6ª             | 18,98 m     | Miglior prestazione personale |
| 2022 | Mondiali                 | Eugene     | Getto del peso | 6ª             | 19,50 m     | Miglior prestazione personale |
| 2022 | Giochi del Commonwealth  | Birmingham | Getto del peso | Bronzo         | 18,84 m     | [ 2 ]                         |
| 2023 | Mondiali                 | Budapest   | Getto del peso | 7ª             | 19,51 m     | [ 3 ]                         |
| 2024 | Mondiali indoor          | Glasgow    | Getto del peso | 4ª             | 19,62 m     | [ 4 ]                         |
| 2024 | Giochi olimpici          | Parigi     | Getto del peso | Argento        | 19,86 m     | Miglior prestazione personale |
| 2025 | Mondiali indoor          | Nanchino   | Getto del peso | 15ª            | 16,52 m     |                               |

## Campionati nazionali
- 5 volte campionessa nazionale neozelandese del getto del peso (2017, 2019, 2022, 2023, 2024)

2017
- Oro ai campionati neozelandesi (Hamilton), Getto del peso - 15,04 m

2018
- Argento ai campionati neozelandesi (Hamilton), Getto del peso - 16,94 m

2019
- Oro ai campionati neozelandesi (Christchurch), Getto del peso - 16,32 m

2020
- Argento ai campionati neozelandesi (Christchurch), Getto del peso - 17,34 m

2021
- Argento ai campionati neozelandesi (Hastings), Getto del peso - 17,38 m

2022
- Oro ai campionati neozelandesi (Hastings), Getto del peso - 19,19 m

2023
- Oro ai campionati neozelandesi (Wellington), Getto del peso - 19,13 m

2024
- Oro ai campionati neozelandesi (Wellington), Getto del peso - 19,43 m

## Altre competizioni internazionali
2024
- Argento allo Xiamen Diamond League ( Xiamen), getto del peso - 19,63 m